# 사랑 이야기 (소설)
《사랑 이야기》(일본어: 恋物語 코이모노가타리[*])는 일본의 소설가 니시오 이신이 고단샤를 통해 연재한 소설이다. 이야기 시리즈 세컨드 시즌중 여섯번째 작품이며 센조가하라 히타기가 카이키 데이슈에게 부탁한 미끼 이야기/오토리모노가타리에서 신이 된 센고쿠 나데코를 인간으로 되돌리기 위해 속여달라는 의뢰를 들어주는 이야기. 화자는 카이키 데이슈이다. 일본에선 2011년 12월 22일에 발매되었고, 대한민국에서는 학산문화사에서 2015년 9월 7일에 발매했다.

## 애니메이션
소설이 애니메이션화되어 2013년 7월 6일부터 2013년 12월 28일까지 방영된 모노가타리 세컨드 시즌 총 26화중 18화부터 23화까지 총 6화로 방영이 종료됐다. 대한민국에서는 애니플러스에서 방영되었다.

### 주제가
여는곡 〈木枯らしセンティメント〉 (찬바람 센티멘트)
작사: meg rock
작곡·편곡: 코우사키 사토루
노래: 센조가하라 히타기 (사이토 치와), 카이키 데이슈 (미키 신이치로)
코이모노가타리
여는곡 〈fast love〉
작사: meg rock
작곡·편곡: 코우사키 사토루
노래: 센조가하라 히타기 (사이토 치와)
닫는곡 〈Snow drop〉
작사: meg rock
작곡: 타나카 히데카즈
노래: 하루나 루나, 카와노 마리나